# Folk rock
Sous-genres
Rock celtique, Manila Sound (en), folktronica, folk metal, punk folk, folktronica, néofolk, nu-folk (en), folk rock médiéval, folk psychédélique, raga rock, viking metal
Genres dérivés
Jangle pop
Le folk rock est un genre musical mêlant des éléments de musiques folk et rock. En son sens initial, le terme décrit un genre lancé aux États-Unis et au Royaume-Uni au milieu des années 1960. Pendant les années 1950 et 1960, la musique folk est renouvelée et jumelée grâce au mouvement rock 'n' roll de l'époque. Le genre est dit officiellement lancé par le groupe The Byrds, originaire de Los Angeles, qui jouera de la musique folk traditionnelle et de rock inspiré par les Beatles, et d'autres groupes britanniques,. Le terme de « folk rock » est lui-même utilisé pour la première fois par la presse musicale pour décrire la musique des Byrds en juin 1965, à la publication de leur premier album,. La reprise de la chanson Mr. Tambourine Man de Bob Dylan par les Byrds et son succès commercial mène à l'explosion du folk rock au milieu des années 1960,. Dylan lui-même influencera le genre, en particulier ses albums Bringing It All Back Home, Highway 61 Revisited, et Blonde on Blonde.
Le folk rock dérive de la musique traditionnelle folk. Ce type de musique avait commencé à  évoluer vers une musique folk de thème plutôt socio-politique dans les années 1930 et 1950. L’importance du message et du chant tenait une plus grande place que le son instrumental et sa clarté lyrique et musicale faisait de ce style un genre unique qui a marqué son temps et continué à influencer la scène musicale (chant de révolte). Cependant, avec les vagues musicales et les instruments venus des îles britanniques sur les pas des colons puis des immigrants, l’augmentation de popularité et la commercialisation du genre rock 'n' roll, les artistes auteurs interprètes ou groupes folk se sont inspirés de ce mouvement musical pour créer un nouveau son qui non seulement deviendrait plus populaire sur le plan musical et augmenterait ses ventes, mais qui permettrait aussi à leurs messages politiques de se diffuser parmi une plus grande masse.

## Histoire

### Origines

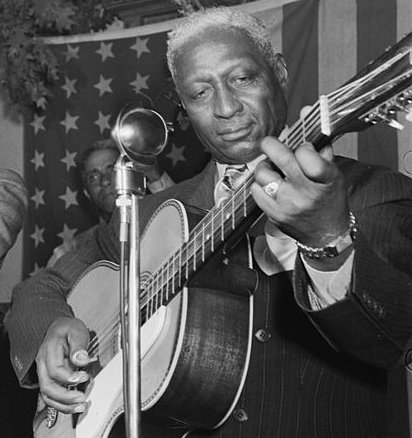
Leadbelly.

Depuis le début, la musique folk est dérivée de traditions orales. Les chansons sont partagées d’un artiste à l’autre et souvent appris de bouche-à-oreille. Ce qui rend le style encore plus unique est le fait qu’il varie aussi selon le lieu puisque les chansons dérivent de différentes cultures. Les origines de la musique folk aux États-Unis sont retracées entre les deux guerres mondiales ; grâce aux fameux artistes tels que Woody Guthrie, Pete Seeger et Leadbelly qui rendent populaire la musique traditionnelle rurale, le folk reprend naissance durant cette époque. En explorant le genre en général, il est commun pour un musicien d’adapter les paroles, mélodies et même les rythmes afin de bien jumeler la chanson avec son propre style. Souvent, les chansons traditionnelles ont été modifiées pour mieux représenter l’audience du temps présent surtout en termes de parole et du message de la chanson. Dans les années 1950, les artistes renommés dont l'impact sur le genre est significatif incluent The Kingston Trio, Joan Baez et Bob Dylan.
La musique folk lancée en Grande-Bretagne influence significativement la musique rock des années 1960. Les instruments tels que le violon, la guitare acoustique, la contrebasse et la flûte à bec sont tous des exemples d’instruments originellement populaires en Écosse, en Irlande et en Angleterre. Ils sont introduits en Amérique du Nord durant la colonisation et utilisés dans la composition de nouvelles chansons en Amérique. Vers les années 1960, l’influence du rock vient bouleverser le monde du folk. Les styles commencent à se mêler et des musiciens folks électrifient leurs instruments. Les racines du folk rock viennent de trois éléments : des groupes folk déjà présents, des auteurs interprètes, et de la renaissance du rock 'n' roll nord-américain après la déferlante musicale britannique au début des années 1960.

### Transition

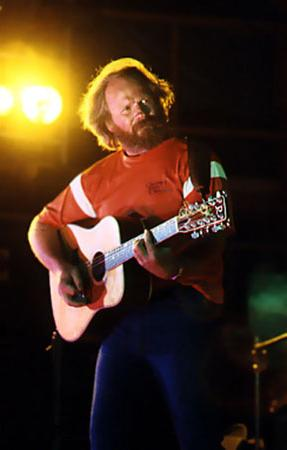
Barry McGuire au festival Music & Alternatives, Nouvelle-Zélande, en 1979.

Comme mentionné auparavant, le folk rock est un style musical ayant émergé des États-Unis et en Grande-Bretagne dans les années 1960. Lors des années 1950-1960, il y a eu un renouveau de la musique folk et grâce au mouvement rock'n'roll de l'époque et des musiciens innovateurs prêts à explorer leurs limites musicales, les deux genres se sont jumelés. Le folk rock est le genre le plus popularisé entre les années 1965 et 1967. Le son devient comparable à des groupes similaires aux Beatles ou à d’autres artistes dérivant de l’influence musicale britannique, mais avec le soin lyrique des compositions de Bob Dylan ou d’autres auteurs interprètes. Le folk est toujours connu pour l’importance du message dans les paroles, et est encore reconnu comme une musique de protestation. Comparativement au rock 'n' roll qui, de son côté, est à cette période une musique très commerciale, le folk n’est pas aussi populaire. L’importance pour les musiciens est de pouvoir s’exprimer. La fusion des genres folk et rock permet aux artistes au courant des enjeux sociopolitiques de leur temps d'atteindre une plus grande audience, et transmettre leur message. La musique rock est anciennement perçue comme uniquement lancée pour le divertissement et le plaisir du public. Avec l’aide des caractéristiques folk, le genre commence à être davantage pris au sérieux. Le folk-rock devient rapidement pour les artistes un medium leur permettant d’exprimer et de diffuser plus largement leurs opinions critiques sur les plans social et politique. Aux États-Unis, des artistes tels que The Mamas and the Papas, Sonny and Cher et Simon and Garfunkel continuent à normaliser la musique définie comme protestataire.
L'une des chansons le plus renommées de ce temps est intitulée Eve of Destruction de Barry McGuire. La chanson atteint la première place des classements en septembre 1965. Plusieurs chaînes de radio refusent de la jouer à cause de paroles anti-gouvernement. Les paroles touchent plusieurs enjeux sociaux tels que le racisme, l’hypocrisie et l’injustice en Amérique. L’assassinat en 1963 du président américain John F. Kennedy affecte significativement l'industrie musicale locale. Simon and Garfunkel sont les auteurs du titre The Sounds of Silence (premier en janvier 1966) partageant un message similaire, avec un ton cependant plus mélodieux et poétique que la chanson de McGuire. La musique folk rock fait référence à des nouvelles compositions formées vaguement de chansons ou ballades traditionnelles. Les instruments tels que le violon et l’accordéon sont des éléments caractéristiques du genre. La musique folk électrique est définie par des groupes anglais des années 1960 et 1970 qui mêlent musique traditionnelle à des styles contemporaines.
Vers la fin des années 1960, le folk rock évolue rapidement vers le rock psychédélique. Des groupes tels que Jefferson Airplane par exemple, malgré l’exploration de genre psychédélique, continuent à l'enregistrement de chansons aux thèmes sociopolitiques pendant les années suivantes. Rendu dans les années 1970, les genres rock, folk rock et country s'entremêlent et s'influencent tellement que la catégorisation de leurs chansons en devient difficile. Le folk rock commence à se dissiper comme genre vers la fin des années 1970. Cependant, son influence durent pour les années à venir. Depuis sa création, les musiciens de plusieurs genres expérimentent et mêlent différents genres musicaux. Des groupes rock ou pop électrifié jouent des versions acoustiques de leurs chansons.

### Folk rock contemporain

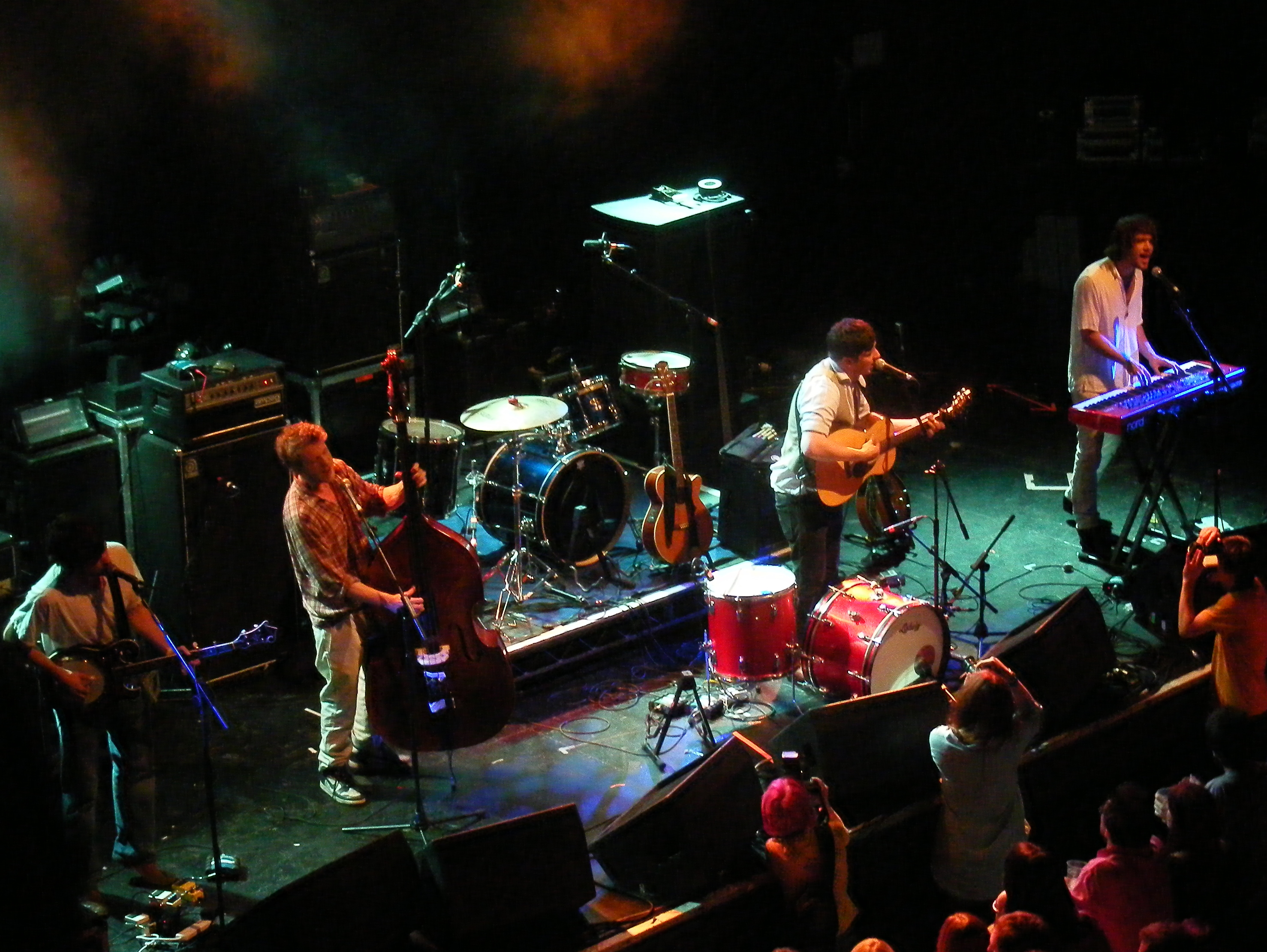
Mumford and Sons à Bristol en 2009.

Dans les années 2010, les groupes commencent à virer vers un style dit plutôt indie folk. Des exemples d’artistes folk-rock contemporaine sont The Lumineers ou Mumford and Sons. Ils produisent de la musique populaire souvent jouée à la radio, mais en incorporant des instruments folk traditionnels. Les artistes folk-rock sont influencés par les chanteurs folk et activistes politiques des années 1930-1940 tels que Leadbelly ou Woody Guthrie. Ils prennent ensuite les groupes rock de l’invasion britannique tels que The Beatles ou The Who pour commencer la révolution du genre vers l’hybride actuel comme étant le folk rock.

## Caractéristiques
La musique folk rock est similaire à celle des auteurs interprètes dans le sens qu’elle est souvent centrée autour d’une guitare acoustique. Le son est presque toujours complémenté par des harmonies vocales et des instruments électrifiés, mais sans effets. Le son est donc très propre et naturel. Les messages des morceaux folk rock restent similaires à celle de ses genres précédent, servant de plateforme pour la chanson contestataire. Durant cette époque, la guerre du Viêt Nam et l’assassinat de John F. Kennedy inspirent significativement les artistes du genre. Ceux-ci chantent souvent contre la guerre et l'ordre établi. Ils promeuvent également la paix et le respect de l’environnement.
Du côté instrumental, il y a souvent un groupe au complet[Quoi ?] d’instruments rock tels que la basse et guitare électrique et la batterie. Certains groupes incluent aussi des instruments plus bluegrass tel que le violon, le banjo et la mandoline. Les groupes utilisent également des harpes, harmonicas, guitares acoustiques et flûtes accompagnés de guitares électriques, orgues Hammond et amplificateurs Marshall sur la scène des concerts qui en font un vrai mélange des genres rock et folk.

## Invasion britannique

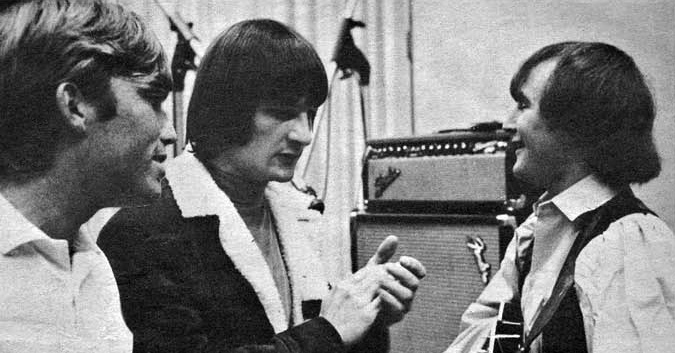
Terry Melcher (gauche) en studio avec The Byrds ; Gene Clark (centre) et David Crosby (droite) en 1965.

Dans les années 1960, les groupes anglais se popularisent en Amérique du Nord. Les Beatles mettent fin à la popularité du genre folk pour présenter un nouveau style de rock 'n' roll mélodique qui devient rapidement populaire aux États-Unis. Le groupe qui réussit à populariser le nouveau genre de folk rock est The Byrds, un quintet de Los Angeles. Leurs chansons les plus populaires incluent leur reprise de la chanson de Bob Dylan, Mr. Tambourine Man, et de Turn! Turn! Turn!. Jim McGuinn, chanteur et guitariste des Byrds s’inspire du style des Beatles et de The Animals sur les plans vocal et rythmique. Fasciné par la musique folk, il souhaite expérimenter avec les deux genres. Le résultat est la création d’un son qui sera bientôt reconnu comme étant le folk rock.
Bob Dylan commence sa carrière comme musicien folk à Greenwich Village à New York. Il signe ensuite un contrat avec Columbia Records au début des années 1960. Le son unique du jeune musicien compositeur fut inspiré par les artistes politiquement gauche des années 1950 tel que Harry Belafonte et The Kingston Trio. Ces artistes sont aussi crédités pour avoir créé des albums qui présente une hybride de musique traditionnelle ainsi que contemporaine. La performance de Bob Dylan au Festival Folk de Newport et son album partiellement électrique Bringing It All Back Home (1965) sont sujets aux débats chez plusieurs fanatiques de musique folk « pure ». Cependant, son album réussit malgré tout à devenir la source d’inspiration d’autres artistes dans la production de chansons protestataires et politiquement de gauche, mais qui incorporent un rythme de rock et des sons électriques. À cette époque, la guitare électrique est un symbole de la commercialisation dans l’industrie musicale. L’utilisation d’instruments électrique était donc, selon certains gens, une trahison du message original de folk. C’est pour cela que plusieurs gens étaient mécontents avec la musique folk rock au début.

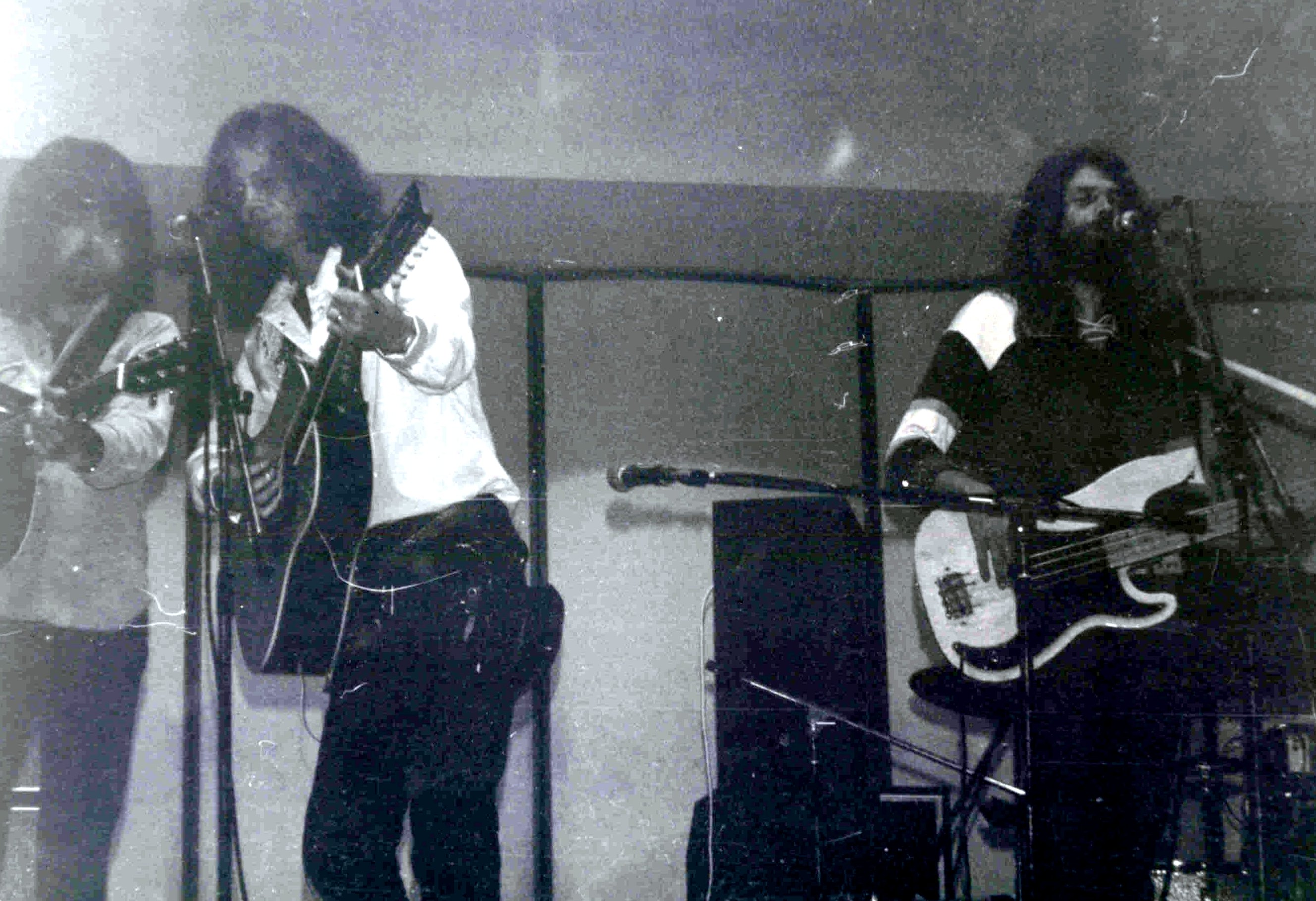
The Byrds, en septembre 1972.

Bob Dylan évolue son genre vers le folk rock en même temps que The Byrds. Son album Bringing It All Back Home se compose d'éléments électriques et acoustiques. Les albums qui suivent, Highway 61 Revisited et Blonde on Blonde sont uniquement du genre rock électrique. Ils démontrent quand même son immense talent avec les mots. Bob Dylan était non seulement un musicien, mais aussi un poète extraordinaire. Il réussit expertement à jumeler sa poésie lyrique avec un rythme imposant de rock. Malgré la perte de respect de la part de ses amateurs antécédents, Dylan réussit à cultiver un nouveau groupe de support encore plus important grâce à la popularité que l’influence rock a pu apporter à ses chansons. The Byrds font paraître leur album Mr. Tambourine Man basé sur la chanson de Dylan en juin 1965. Cet album est dit être le premier album folk rock officiel. Le son de la guitare à 12 cordes Rickenbacker de Roger McGuinn devient un symbole central du groupe et du genre.
Grâce à McGuinn, sa vision de jumeler des rythmes rock 'n' roll à des chansons folks, qui débute dans les clubs de Greenwich Village a vraiment prit feu et influence le développement de rock dans l’histoire de la musique. Jim Dickson, un ancien producteur de musique, joue un rôle instrumental dans la synthèse de musique folk et rock. C’est lui qui encourage The Byrds à faire la reprise de Mr. Tambourine Man, malgré leur scepticisme. C’est avec cet album, qu’ils sont devenus célèbre. Dylan et the Byrds réussissent à paver le chemin pour une multitude d’artistes futures et ont inspiré plusieurs groupes contemporains folk rock reconnus tels que the Mamas and the Papas, Simon and Garfunkel et Sonny and Cher. Le côté « rock » dans folk rock prend toujours évidence chez les artistes actuels. Les mélodies se vendent facilement et l’imposition des instruments électriques dans les chansons ne peut être ignorée. Cependant, ce qui est à noter est que les chansons populaires folk rock ont quand même réussisses à transmettre leur message lyrique important. Peu de temps après, l’expression « folk rock » prend deux connotations : celui d’un genre qui combinait des instruments acoustiques et électriques ou de la musique rock qui allait à l’encontre de la musique commercialisé ou courante de l’époque (cette musique était souvent relié au mouvement hippie).

## Festival folk de Newport

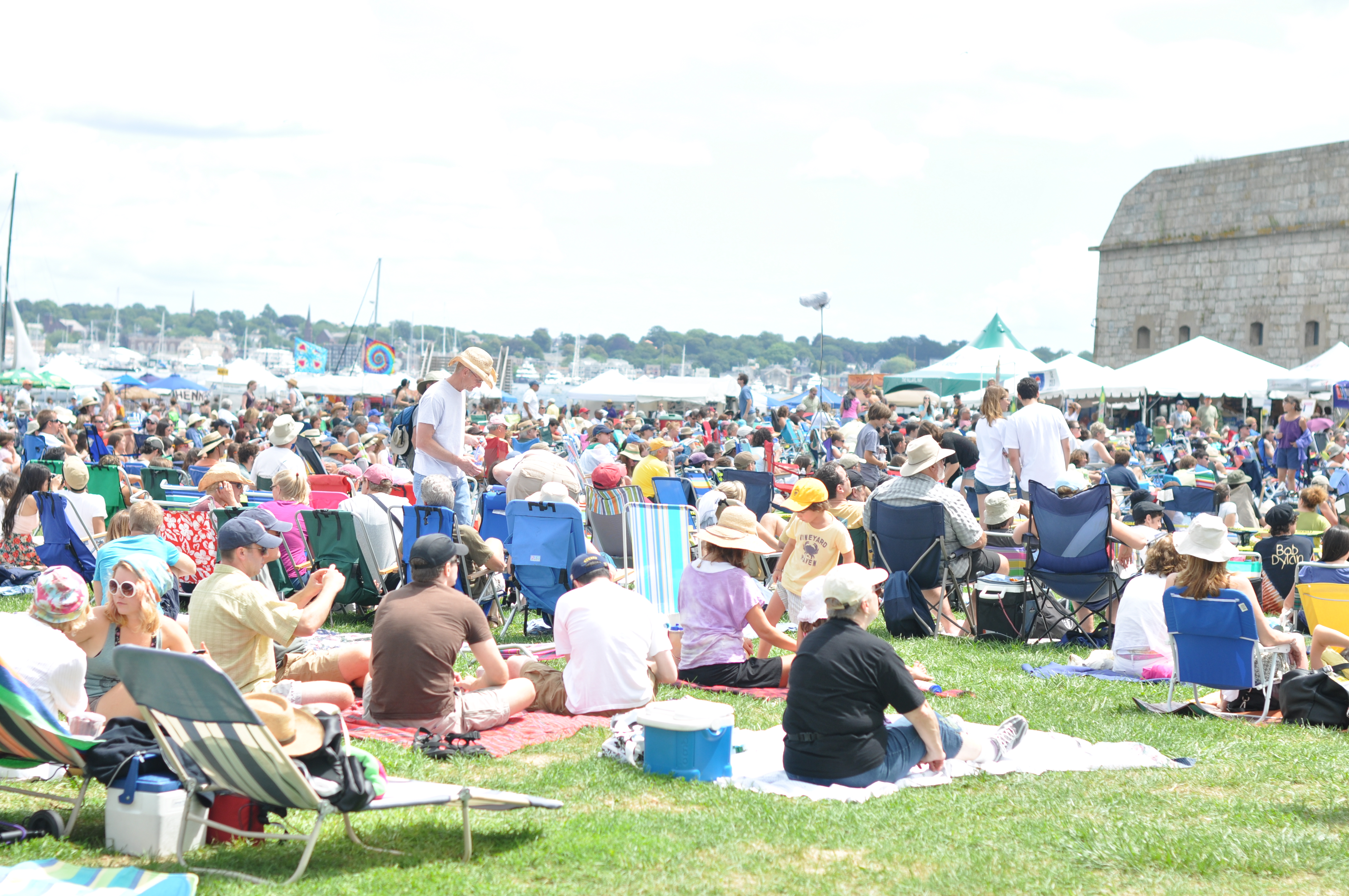
Festival folk de Newport le 31 juillet 2010.

Bob Dylan, musicien folk respecté et reconnu malgré sa jeunesse joue au Festival Folk de Newport le 25 juillet 1965. Le festival est un moment important dans le développement de la musique folk rock puisque Dylan est reconnu comme l’artiste original ayant popularisé l’interaction folk rock grâce à sa performance « électrique » surprise lors du festival. Il s'agit de la première fois que Dylan joue de façon électrique en public. Bob Dylan joue de façon acoustique seule avec sa guitare et son harmonica durant la première moitié de son concert, mais est revenu pour la seconde partie branché avec un amplificateur et une guitare électrique.
Après la performance, il y avait des opinions très variées. De un, il y avait des gens qui criait pour un encore, d’un autre côté, les fanatiques du rock considérait le concert comme étant simplement du rock inadéquat, et dernièrement, les grands amateurs du folk classique ont perdu respect pour leur idole. Certains le huent même. Il est incertain si les gens huaient sa performance ou le fait qu’il quitte la scène. Néanmoins, une conversation par rapport à l’interaction folk rock a débuté ce jour et Bob Dylan peut être crédité pour ce fait.

## Sous-genres

### Country folk

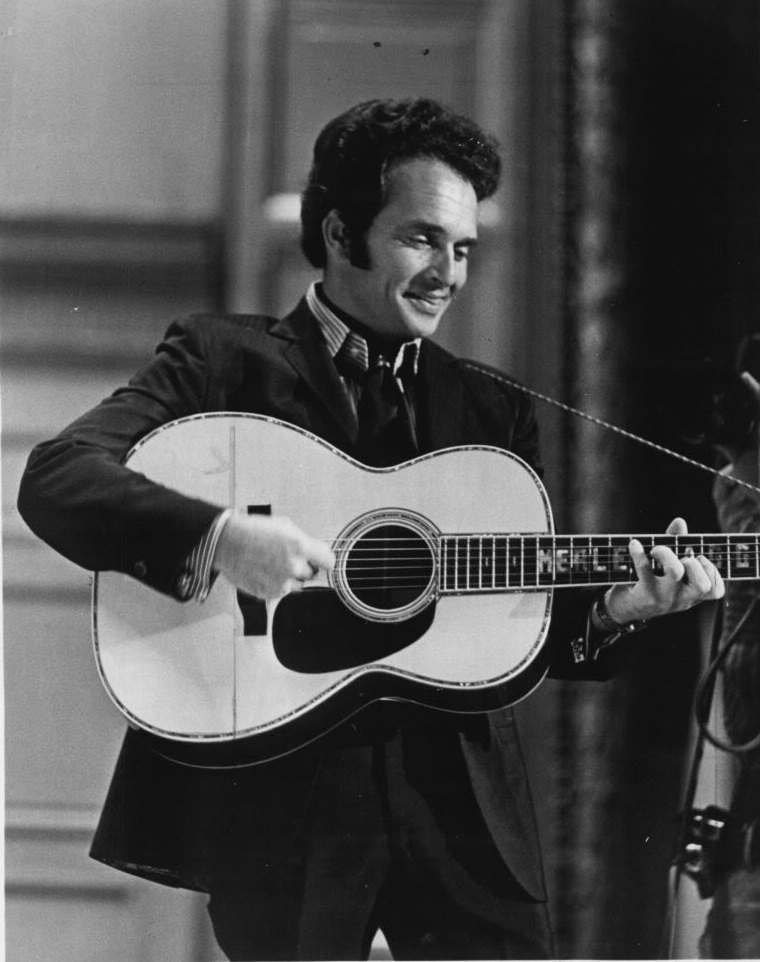
Le chanteur folk Merle Haggard en 1971.

La country rock est un sous-genre originellement lancé au début des années 1960 inspiré du folk composée d'artistes comme Bob Dylan et Bobby Bare, et de groupes de folk revivalist comme The Kingston Trio,,. À la fin des années 1960, plusieurs artistes de folk rock comme Dylan, Ian and Sylvia, et The Byrds commencent à incorporer des éléments de country à leurs chansons, et s'inspirent de Hank Williams, Merle Haggard, et Buck Owens parmi d'autres, menant à la création du country rock,. Ce mélange de styles country, folk et rock mène au lancement de chansons country folk par des auteurs-interprètes orientés folk comme John Denver et Neil Young dans les années 1970.

### Folk électrique
Le folk électrique (ou folk rock britannique) est le nom donné à une forme de folk rock lancé en Grande-Bretagne à la fin des années 1960 par les groupes Sweeney's Men, Fairport Convention, et Pentangle,. Il se caractérise par des instruments de rock et de musique traditionnelle. Le folk électrique a débuté du style nord-américain de folk rock. La différence qui caractérise le folk électrique du folk rock est que le folk électrique mélangeaient des chansons traditionnelle de la Grande-Bretagne avec des styles modernes tels que les instruments électriques, plus d’amplification et de la percussion.

### Rock celtique

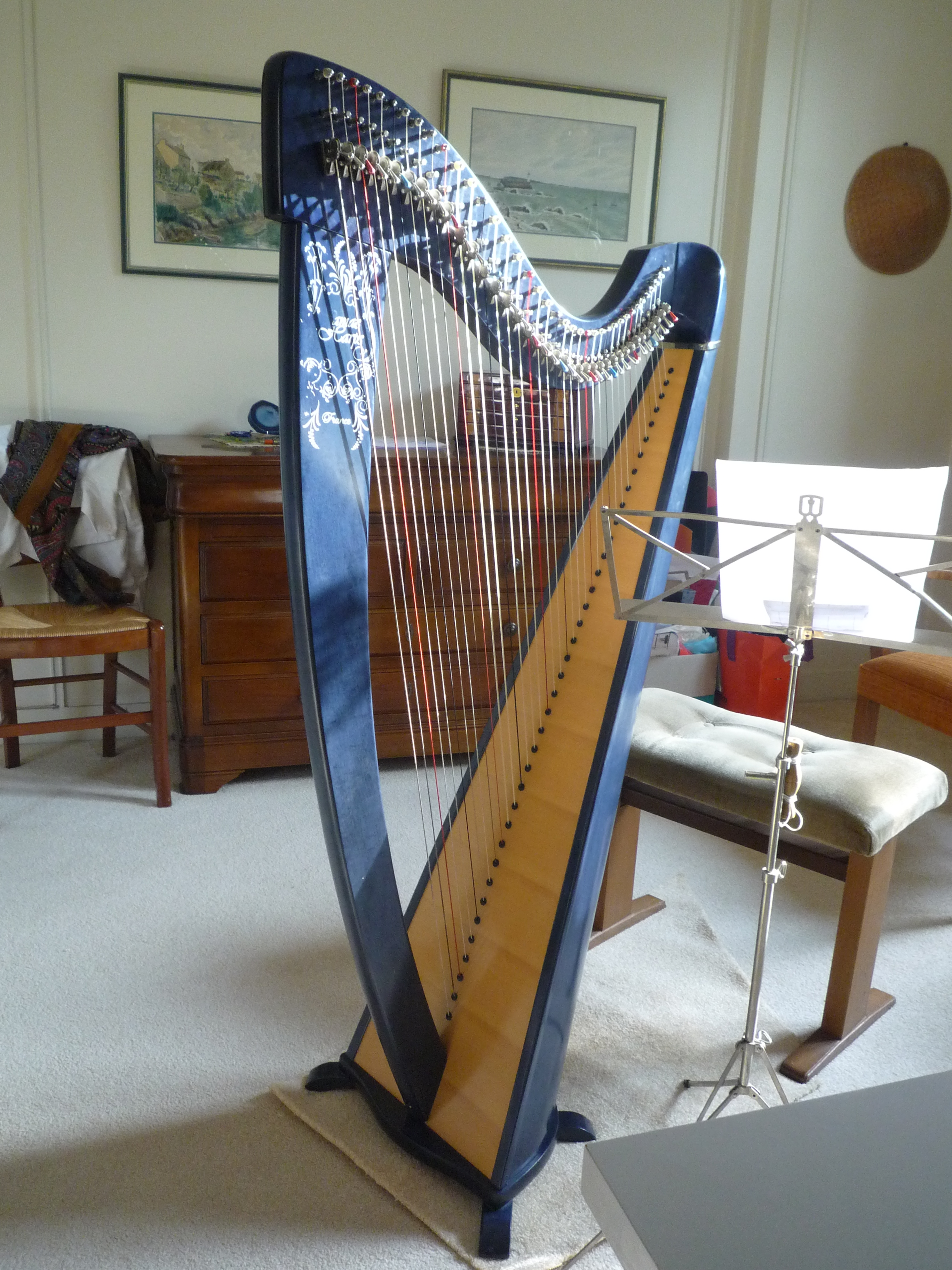
Photo d'une harpe celtique moderne.

Le rock celtique est un sous-genre du folk rock mêlant des éléments de musique celtique et de rythmes rock, souvent inspiré par différents styles pop et rock. Il se développe de la musique electric folk à la fin des années 1960 et est lancé par des groupes comme Horslips, qui mêle mythologie celtique irlandaise, musique irlandaise traditionnelle et rock. L'auteur-interprète britannique Donovan participe également au développement du rock celtique à la fin des années 1960 avec ses albums The Hurdy Gurdy Man, Barabajagal, et Open Road, le dernier listant une chanson intitulée Celtic Rock,. Le sous-genre est popularisée de loin en 1973 par Thin Lizzy, avec le titre Whiskey in the Jar, une chanson irlandaise traditionnelle axée rock,. Alan Stivell est un artiste français reconnu pour sa contribution à la musique folk-rock. Il est un des pionniers de la musique bretonne moderne et est célèbre pour sa virtuose sur la harpe celtique. Il intègre des éléments rock dans des chansons traditionnelles celtiques. Stivell continue à faire des tournées et jouer des concerts folk rock.

## Popularité internationale

### Canada
Au Canada, les peuples autochtones avaient plusieurs chants et traditions folk avant la colonisation des européens. Ces chansons et traditions ont été partagées à travers le temps. Certains chantaient pendant leurs voyages en canoë pour garder le rythme, d'autres pour simplement se garder occupé durant les longues voyages. Les marins chantaient des chansons de mers pour mieux travailler ensemble sur les bateaux. Certains chansons populaires incluent V'la l'bon vent ou I'se the b'y. Les colons ont créé des chansons pour parler de la nouvelle terre qu'ils ont découverte. La fameuse chanson de Woody Guthrie This Land Is Your Land subit des changements de paroles pour pouvoir être chanté au Canada. Dans l'ancien temps, les gens qui ne pouvaient pas écrire ou lire partageaient des chansons pour documenter leurs histoires.
Comme chez ses voisins du sud, le folk canadien est influencé par le rock vers les années 1960. Plusieurs artistes canadiens voyait les musiciens célèbres tels que Bob Dylan et The Byrds et décident d'expérimenter avec ces sons aussi. Au Canada, comme aux États-Unis et à d'autres pays dans le monde, les groupes folk rock sont très présents et ont même souvent beaucoup de temps à la radio. Au Canada, surtout du côté Est du pays, il y a beaucoup d'influence celtique dans la musique folk rock. Un groupe en particulier qui gagne beaucoup de popularité au niveau national et qui continue à jouer des concerts est Great Big Sea. D'autres musiciens folk reconnus incluent Stan Rogers, Neil Young, Jimmy Rankin, Stompin' Tom Connors, David Myles, Craig Cardiff et Dan Mangan et récemment Ocie Elliott pour en nommer quelques-uns.

### France

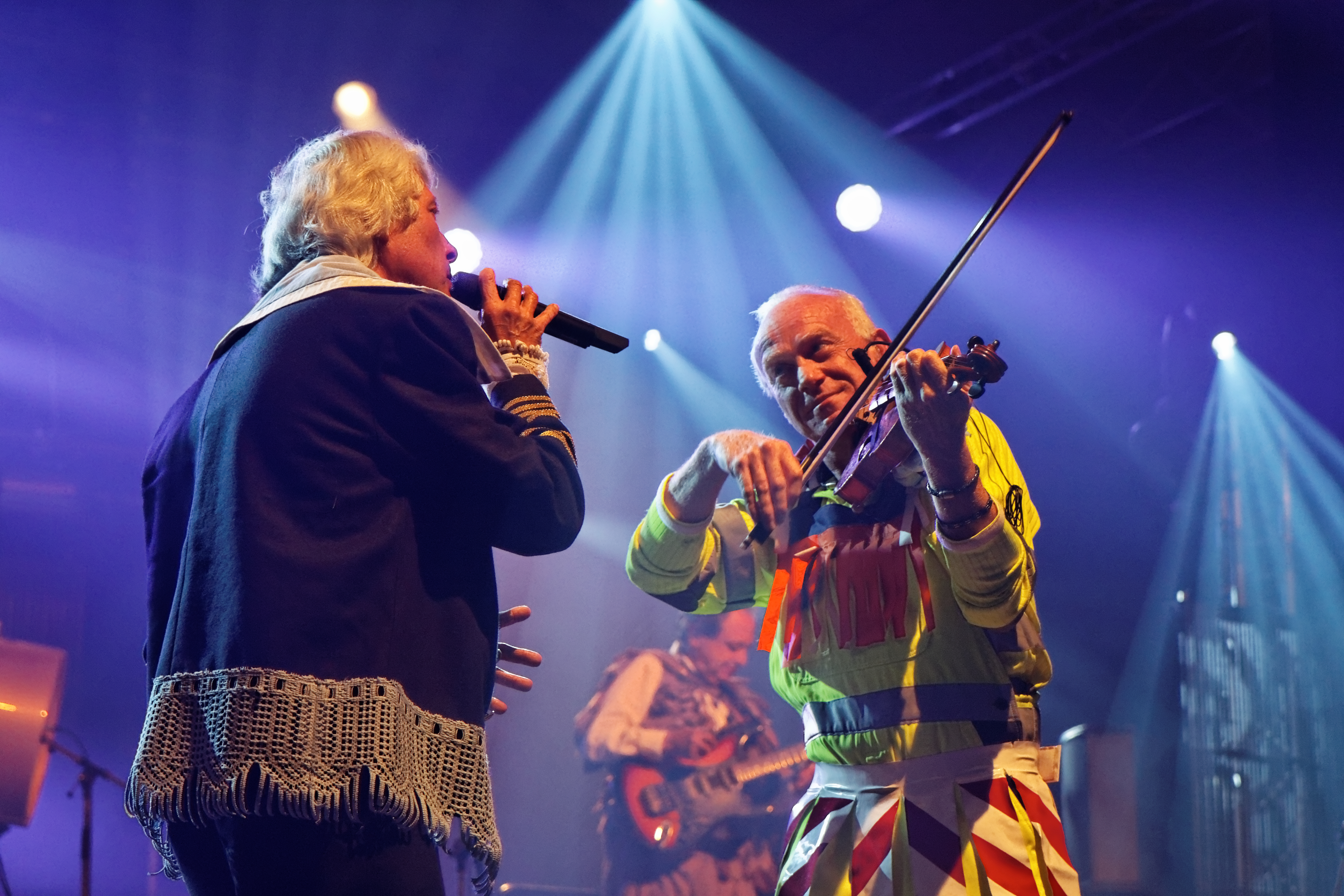
Tri-Yann, en concert à l'espace Gradlon lors du festival de Cornouaille, en 2012.

Dans les années 1970, les artistes francophones se tournent souvent vers les anglophones comme source d’inspiration. Par contre, ceux avec un peu plus de créativité recherchent à créer leur propre identité[non neutre], et se fient donc à la musique traditionnelle. Quelques artistes folk francophones reconnus incluent notamment La Bamboche et Tri-Yann. La Bamboche est formé à partir de la scène folk lyonnaise. Ils refusent d’électrifier leur son jusqu’en 1977 où ils incorporent progressivement des caractéristiques rock à leur répertoire. Tri-Yann est un groupe breton des années 1970 ; à cette période, ils passent d’une acoustique traditionnelle à des arrangements folk et rock 'n' roll.
D'autres artistes du genre incluent : Mélusine, Phil et Emmanuelle, La Chanterelle, Le Claque Galoche, Le Grand Rouge, La Kinkerne, René Werneer, Lyonesse, La Confrérie des fous, La Chifonnie, ar Menez, Sonerien Du, An Triskell, Dan ar Braz, Gwendal, Satanazet, La Mirlitantouille, La Godinette, Bill Deraime, Alain Giroux, Eric Kristy, Mick Larie et Jean-Marie Redon, Jean-Jacques Milteau, Claude "Cletch" Etchelecou, Youra Marcus, Gérard Dole, Dague, Grop Rosamonda, Lambrusc, Miqueu Montanaro, Mont Loia, Rosina de Pèira, Perlinpinpin Folc, Riga-Raga, Los del Sauveterre, Roger Siffer, Géranium, Les Luschtiga Malker, La Manivelle, Chalibaude, La Chavannée d’Montbel, Ellébore, Maluzerne, Tarentule, Malicorne, Café-Charbon, Sanseverino, Les Innocents, Mano Solo, Têtes raides, Au p'tit bonheur et Les Négresses vertes.

### Allemagne
Depuis 2011, The O’Reillys and the Paddyhats propose une musique folk rock ou punk folk en langue anglaise.

## Groupes et artistes
Ils comprennent notamment :  Jethro Tull, The Band, Joan Baez, Buffalo Springfield, The Byrds, Combat folk, Crosby, Stills, Nash and Young, Sandy Denny, Donovan, Bob Dylan, Fairport Convention, Fleet Foxes, Jerry Garcia, Grateful Dead, Roy Harper, Richie Havens, Gordon Lightfoot, The Mamas and the Papas, Mumford and Sons, Buffy Sainte-Marie, Simon and Garfunkel, Cat Stevens, et Neil Young.